# Rhinophis homolepis
Rhinophis homolepis là một loài rắn trong họ Uropeltidae. Loài này được Hemprich mô tả khoa học đầu tiên năm 1820.